# Éducabilité cognitive
Dans les domaines de la formation et de l'éducation, l'éducabilité cognitive désigne un ensemble de méthodes, pratiques, techniques, outils ayant comme objectif de développer l'efficience et l'autonomie des personnes (élèves, stagiaires, apprenants) en activant ou réactivant de façon systématique leurs compétences à apprendre. 
L'éducabilité cognitive, c'est surtout, par-delà les outils, une démarche se caractérisant essentiellement par le rôle actif de l'apprenant et par la médiation exercée par le formateur. 
Le terme d'éducabilité cognitive rejoint le terme plus vaste d'éducabilité. Le pédagogue Philippe Meirieu souligne l'importance du principe d'éducabilité lors de ses conseils en pédagogie. L'éducabilité est le postulat selon lequel tout enfant et tout être humain est éducable et qu'on peut le faire progresser. Ce concept est indispensable à acquérir selon lui lors de l'exercice du métier d'enseignant.
L'apport des neurosciences indiquerait que certaines de ces démarches conservent toute leur pertinence dans leur capacité d'éducabilité tant cognitive que sociale, voire sociétale. les ouvrages entre autres d'Olivier Houdé,, indiquent les corrélations entre l'apprentissage à résister aux biais cognitifs et la construction d'une citoyenneté ouverte, rejetant les a priori et les réflexes de rejet primaire des différences. Utilisation du "système 2" (logique et fiable) plutôt que du "système 1" (rapide mais peu fiable) grâce au "système 3" (inhibition) qui protège des biais cognitifs.
Nous pouvons concevoir que ces démarches ont un rôle à jouer dans la l'éducabilité des citoyens à Responsabilité Sociale et Environnementale (RES) et l'atteinte de certains des 17 Objectifs du Développement Durable (ODD) présentés par les Nations unies. 

## Auteurs
Le courant de l'éducabilité cognitive se réfère essentiellement aux travaux théoriques de chercheurs tels que : Jean Piaget, Jerome Bruner, Lev Vygotski, Reuven Feuerstein, Antoine de la Garanderie, Philippe Meirieu,. Marcel Chazot

## Les méthodes
Les principales méthodes développées et pratiquées en France sont :
- Les ateliers de raisonnement logique (ARL)[15]
- Le programme d'enrichissement instrumental de Feuerstein (PEI)[16]
- Les cubes de Mialet[17]
- La Gestion mentale[18],[19]
- Le TANAGRA[20]
- ACTIVOLOG